# Алтанаева, Прасковья Ивановна
Прасковья Ивановна Алтанаева (1903 — 26 сентября 1978) — передовик советского сельского хозяйства, чабан совхоза «Пограничный» Быркинского района Читинской области, Герой Социалистического Труда (1957).

## Биография
Родилась в 1903 году в посёлке Пограничный, ныне Приаргунского района Забайкальского края в семье эвенкийского кочевника-скотовода.   
С девяти лет трудилась в хозяйстве своих родителей, ухаживала за скотом. В 1924 году поступила работать вторым чабаном в совхоз "Пограничный". Вскоре самостоятельно стала пасти овец. Когда начинала работать в хозяйстве преобладали низкопробные грубошёрстные овцы. 
Молодой чабан Алтанаева включилась в работу зоотехников, которые пытались создать новую тонкорунную Забайкальскую породу овец. Этой группе животноводов удалось вывести эту породу, закрепить её. От каждой сотни  овцематок было получено по 110 ягнят и 5 килограммов шерсти. В её отаре насчитывалось более 700 овец. 
Указом Президиума Верховного Совета СССР от 14 декабря 1957 года за получение высоких показателей в сельском хозяйстве и рекордные показатели в животноводстве Прасковье Ивановне Алтанаевой было присвоено звание Героя Социалистического Труда с вручением ордена Ленина и медали «Серп и Молот».
Продолжала трудиться в хозяйстве, показывала высокие производственные результаты. В 1960 году вышла на пенсию, но продолжала помогать молодым работникам. 
Проживала в посёлке Пограничный. Умерла 26 сентября 1978 года.   

## Награды
За трудовые успехи была удостоена:
- золотая звезда «Серп и Молот» (14.12.1957)
- орден Ленина (14.12.1957)
- другие медали.